# Filippo Pittarello
Filippo Maria Pittarello (Padova, 9 ottobre 1996) è un calciatore italiano, attaccante del Catanzaro.

## Carriera
Dopo aver giocato nel settore giovanile del Padova, all'età di 17 anni va a giocare in Serie D alla San Paolo PD, dove nella Serie D 2013-2014 è autore di 3 reti in 18 presenze; fa quindi ritorno al Padova, nel frattempo a sua volta ripartito dalla Serie D dopo un fallimento, ed aiuta il club biancoscudato a vincere il campionato (tornando quindi immediatamente tra i professionisti) con 2 reti in 15 presenze. Prosegue poi la sua carriera in Serie D con un prestito ad un altro club veneto, il Montebelluna, con il quale realizza 2 reti in 20 presenze nella Serie D 2015-2016; nel calciomercato invernale della medesima stagione torna a giocare (sempre in prestito dal Padova) nella provincia padovana, alla Luparense San Paolo, dove per la prima volta in carriera trova una buona continuità in termini di gol, andando in rete per 6 volte in 12 presenze.
Nell'estate del 2016 lascia il Padova a titolo definitivo e, per la prima volta in carriera, va a giocare fuori dal Veneto: si trasferisce infatti agli emiliani della Correggese, con i quali è autore di 8 reti in 24 presenze nella Serie D 2016-2017. Continua a giocare in questa categoria anche nella stagione 2017-2018 (in cui si divide tra le 4 reti in 13 presenze al Castelvetro e le 16 presenze, 2 delle quali nei play-off, con una sola rete all'Imolese) e nella stagione 2018-2019, nella quale per la prima volta in carriera chiude un campionato in doppia cifra di reti, grazie alle 10 marcature messe a segno in 30 presenze (più una nei play-off) con i varesini della Caronnese. Nella stagione 2019-2020, interrotta prematuramente per via della pandemia di Covid-19, realizza 14 reti in 25 presenze nel campionato di Serie D con i padovani della Luparense: questo rendimento è tale da garantirgli nell'estate seguente il passaggio in Serie C alla Virtus Verona, con cui all'età di 24 anni riesce quindi a fare il suo esordio tra i professionisti, realizzando 8 reti in 37 presenze nella Serie C 2020-2021, a cui aggiunge anche una rete in 2 presenze nei play-off del medesimo torneo. Nella stagione 2021-2022 va invece a segno per 6 volte in 18 partite di campionato giocate per poi nella sessione invernale del calciomercato venire ceduto dal Cesena, altro club della medesima categoria, con il quale termina l'annata segnando altre 2 reti in 13 presenze (a cui aggiunge anche 2 presenze senza reti nei play-off). Nella stagione 2022-2023 gioca in prestito ai bresciani della Feralpisalò, dove con 5 reti in 34 presenze contribuisce alla vittoria del campionato, con conseguente prima storica promozione in Serie B del club gardesano.
L'8 luglio 2023 viene acquistato dal Cittadella a titolo definitivo dal Cesena. Ha debuttato in Serie B il 20 agosto 2023 nella partita vinta 1-0 contro la Reggiana. Il 1º ottobre mette a segno il suo primo gol nel successo casalingo contro il Lecco per 2-1. Il 23 dicembre segna anche la sua prima doppietta in serie B, nel successo interno contro lo Spezia per 4-1. Mette a segno 6 reti in stagione in 37 presenze. 
Il 25 luglio 2024 viene ceduto in prestito con obbligo di riscatto al Catanzaro, sempre in Serie B: con i calabresi nella stagione 2024-2025 realizza 2 reti in 33 presenze nel campionato cadetto, a cui aggiunge anche ulteriori 3 presenze nei play-off.

## Statistiche

### Presenze e reti nei club
Statistiche aggiornate al 25 maggio 2025.
| Stagione             | Squadra              | Campionato           | Campionato | Campionato | Coppe nazionali | Coppe nazionali | Coppe nazionali | Coppe continentali | Coppe continentali | Coppe continentali | Altre coppe | Altre coppe | Altre coppe | Totale | Totale |
| Stagione             | Squadra              | Comp                 | Pres       | Reti       | Comp            | Pres            | Reti            | Comp               | Pres               | Reti               | Comp        | Pres        | Reti        | Pres   | Reti   |
| -------------------- | -------------------- | -------------------- | ---------- | ---------- | --------------- | --------------- | --------------- | ------------------ | ------------------ | ------------------ | ----------- | ----------- | ----------- | ------ | ------ |
| 2013-2014            | San Paolo PD         | D                    | 18         | 3          | CI-D            | 0               | 0               | -                  | -                  | -                  | -           | -           | -           | 18     | 3      |
| 2014-2015            | Padova               | D                    | 15         | 0          | CI-D            | 3               | 1               | -                  | -                  | -                  | -           | -           | -           | 18     | 1      |
| 2015-gen. 2016       | Montebelluna         | D                    | 20         | 2          | CI-D            | ?               | ?               | -                  | -                  | -                  | -           | -           | -           | 26     | 8      |
| gen.-giu. 2016       | Luparense San Paolo  | D                    | 12         | 6          | CI-D            | -               | -               | -                  | -                  | -                  | -           | -           | -           | 12     | 6      |
| 2016-2017            | Correggese           | D                    | 24         | 8          | CI-D            | 2               | 0               | -                  | -                  | -                  | -           | -           | -           | 26     | 8      |
| lug.-dic. 2017       | Castelvetro          | D                    | 13         | 4          | CI-D            | 1               | 0               | -                  | -                  | -                  | -           | -           | -           | 14     | 4      |
| dic. 2017-2018       | Imolese              | D                    | 14+2       | 1          | CI-D            | -               | -               | -                  | -                  | -                  | -           | -           | -           | 16     | 1      |
| 2018-2019            | Caronnese            | D                    | 30+1       | 10         | CI-D            | 3               | 1               | -                  | -                  | -                  | -           | -           | -           | 34     | 11     |
| 2019-2020            | Luparense            | D                    | 25         | 14         | CI-D            | 0               | 0               | -                  | -                  | -                  | -           | -           | -           | 25     | 14     |
| 2020-2021            | Virtus Verona        | C                    | 37+2       | 8+1        | -               | -               | -               | -                  | -                  | -                  | -           | -           | -           | 39     | 9      |
| 2021-gen. 2022       | Virtus Verona        | C                    | 18         | 6          | CI+CI-C         | 0               | 0               | -                  | -                  | -                  | -           | -           | -           | 18     | 6      |
| Totale Virtus Verona | Totale Virtus Verona | Totale Virtus Verona | 55+2       | 14+1       |                 | 0               | 0               |                    | -                  | -                  |             | -           | -           | 57     | 15     |
| gen.-giu. 2022       | Cesena               | C                    | 13+2       | 2          | CI-C            | -               | -               | -                  | -                  | -                  | -           | -           | -           | 15     | 2      |
| 2022-2023            | Feralpisalò          | C                    | 34         | 5          | CI+CI-C         | 2+1             | 0               | -                  | -                  | -                  | SC-C        | 2           | 1           | 39     | 6      |
| 2023-2024            | Cittadella           | B                    | 35         | 6          | CI              | 2               | 0               | -                  | -                  | -                  | -           | -           | -           | 37     | 6      |
| 2024-2025            | Catanzaro            | B                    | 33+3       | 2          | CI              | 1               | 0               | -                  | -                  | -                  | -           | -           | -           | 37     | 2      |
| Totale carriera      | Totale carriera      | Totale carriera      | 327+25     | 106+8      |                 | 22              | 6               |                    | -                  | -                  |             | 2           | 1           | 376    | 121    |

## Palmarès

### Club

#### Competizioni nazionali
- Serie D: 1

Padova: 2014-2015 (girone C)
- Serie C: 1

Feralpisalò: 2022-2023 (girone A)